# Faidherbia albida

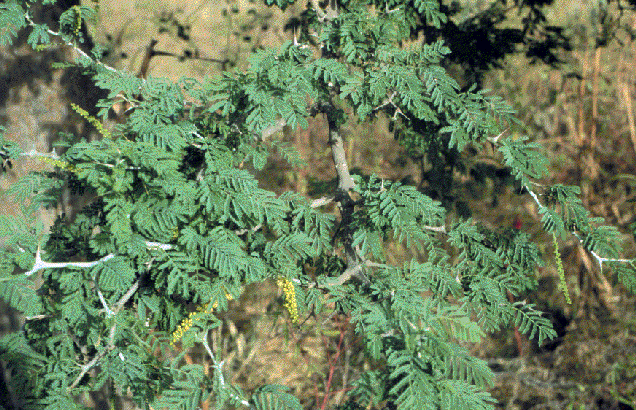
Pędy i liście

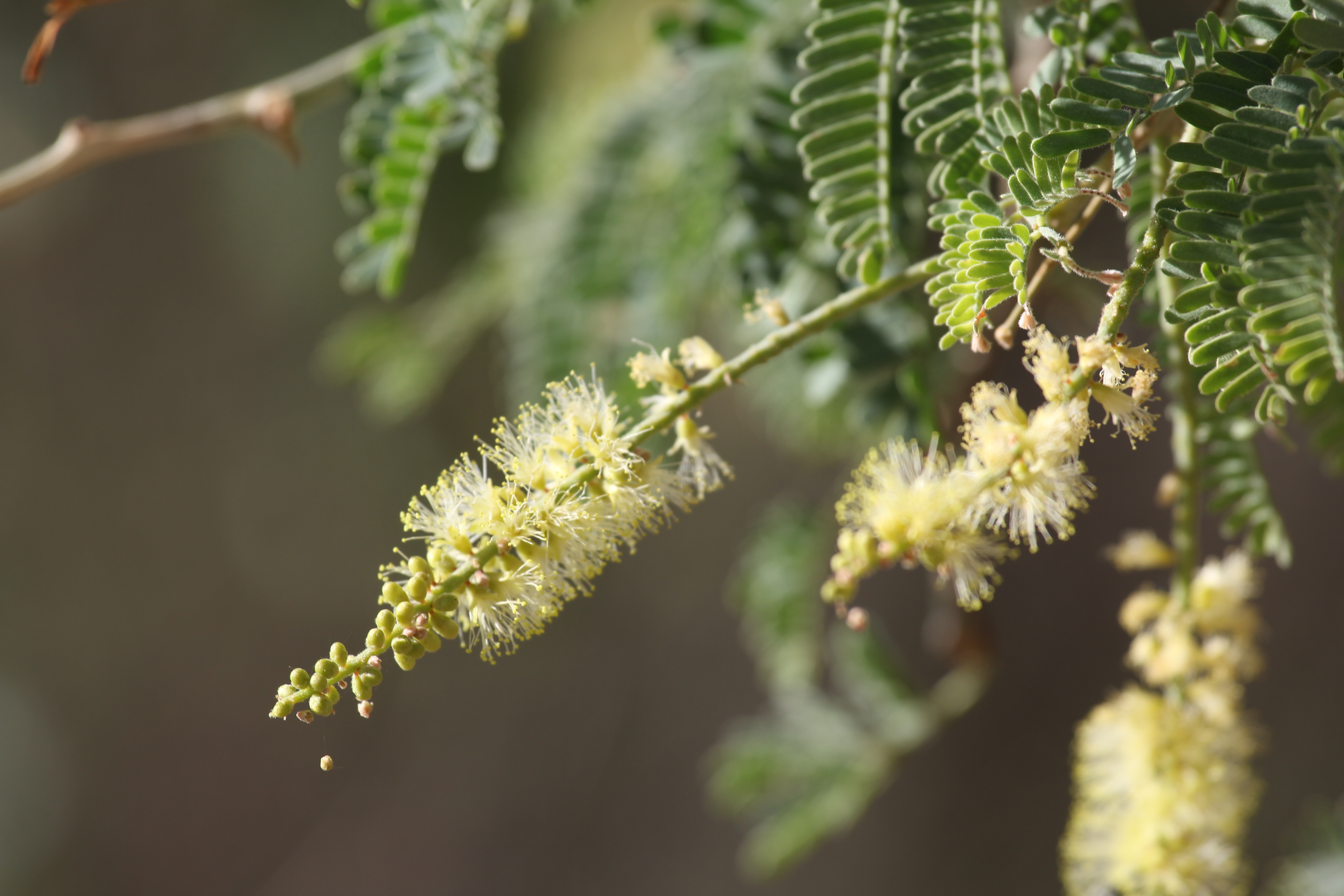
Faidherbia albida

Faidherbia albida (Forssk.) Hayne – gatunek roślin z rodziny bobowatych (Fabaceae Lindl.), reprezentujący monotypowy rodzaj Faidherbia. Występuje naturalnie w całej Afryce, na Bliskim Wschodzie i na Wyspie Wniebowstąpienia.

## Morfologia
PokrójDrzewo osiągające wysokość do 30 m i średnicę pnia do 2 m. Korona u młodych drzew ma kształt odwróconego stożka, u starszych czaszy. Kora na pniach i gałęziach szara, szorstka, głęboko popękana i łuszcząca się.
PędyMłode pędy mają barwę od białawej do kremowej. Pokryte są kolcami o długości do 5 cm.
LiścieSiwo-zielone, nieparzysto-pierzaste, złożone z 12–23 listków, które częściowo zachodzą na siebie. Każdy z nich ma długość ok. 12 mm i szerokość 5 mm. Na ogonkach liściowych brak gruczołów, ale występują pomiędzy listkami.
KwiatyKremowe, silnie pachnące, zebrane w kwiatostany.
OwoceStrąki o barwie od jasnopomarańczowej do czerwonobrunatnej. Mają długość 10–15 cm i szerokość 2–3 cm. Zawierają po 10–20 błyszczących, ciemnobrązowych nasion z małą, charakterystyczną bulwką.

## Biologia i ekologia
Jest jednym z najszybciej rosnących drzew w Afryce. Występuje na sawannach i terenach zalewowych dużych rzek, na madach rzecznych, ale jest też odporna na suszę. W Senegalu rośnie na piaszczystym podłożu, na terenach, w których woda znajduje się dopiero na głębokości 80 m. Często tworzy rozległe, jednogatunkowe drzewostany. W odróżnieniu od akacji (rodzajów Senegalia i Vachellia) rosnących w Afryce zrzuca liście w porze deszczowej, a wyrastają jej nowe na początku pory suchej. Jest odporna na przymrozki. Nasiona kiełkują w czasie od 2 do 5 dni.

## Znaczenie
- Jej liście i młode pędy stanowią na sawannach pokarm dla słoni, żyraf i antylop[9].
- Przez miejscową ludność liście i młode pędy są wykorzystywane jako pasza dla zwierząt domowych, co ma szczególne znaczenie, gdyż tworzy ona liście w porze suchej, gdy większość innych gatunków drzew zrzuca liście[9].
- W medycynie ludowej wywar z kory jest stosowany w leczeniu biegunki, krwawienia i zapalenia oczu, a także jako emetyk[9].
- Nasiona są dla ludzi jadalne, trzeba jednak usunąć z nich łupinę. Przez miejscową ludność zjadane są również strąki. Przygotowanie ich do spożycia polega na wysuszeniu i roztarciu na mąkę[9].
- W Namibii paski z kory są stosowane jako nici dentystyczne[9].
- Akacja jest 29 razy wymieniona w Biblii. Zdaniem badaczy roślin biblijnych z drewna Faidherbia albida wykonane były drążki, na których niesiono Arkę Przymierza i z których zbudowano Namiot Spotkania. Wskazuje na to fakt, że drewno akacjowe na budowę Arki Przymierza było przywiezione z Egiptu (tak podaje Midrasz), oraz to, że drążki, na których ją niesiono, musiały mieć długość około 15 m[8].
- W niektórych państwach Afryki jest sadzona w zadrzewieniach krajobrazowych[9].